# Provincia de Petorca
Petorca es una provincia chilena, siendo la más extensa de la Región de Valparaíso, además de ser la más septentrional. Limita al norte con la Provincia de Choapa; al sur con la Provincia de Valparaíso y la Provincia de Quillota; al oriente con la Provincia de San Felipe de Aconcagua; y al poniente con el Océano Pacífico. Posee una superficie de 4588,9 km² y posee una población de 78 299 habitantes. Su capital provincial es la ciudad de La Ligua.

## Economía
En 2018, la cantidad de empresas registradas en la provincia de Petorca fue de 2.365. El Índice de Complejidad Económica (ECI) en el mismo año fue de -0,76, mientras que las actividades económicas con mayor índice de Ventaja Comparativa Revelada (RCA) fueron Servicios Relacionados con la Pesca, excepto Servicios Profesionales (25,4), Venta al por Menor a Cambio de una Retribución o por Contrata (15,74) y Producción en Viveros, excepto Especies Forestales (9,86).

## Comunas
La provincia está constituida por 5 comunas: 
- La Ligua
- Cabildo
- Zapallar
- Papudo
- Petorca

## Autoridades
Las autoridades son nombradas directamente por el Presidente de la República y se mantienen en su cargo mientras cuenten con su confianza.

### Gobernador Provincial (1990-2021)

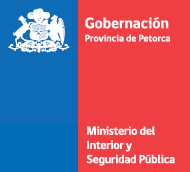
Logotipo de la Gobernación de la provincia de Petorca hasta 2021.

Los siguientes fueron los gobernadores provinciales de Petorca.
| Gobernador(a)                    | Partido | Partido | Inicio                  | Final                   | Presidente(a) | Presidente(a)           |
| -------------------------------- | ------- | ------- | ----------------------- | ----------------------- | ------------- | ----------------------- |
| Pedro R. Elissetche Hurtado      |         | PDC     | 11 de marzo de 1990     | 11 de marzo de 1994     |               | Patricio Aylwin         |
| Fernando A. Basilio Farías       |         | PPD     | 11 de marzo de 1994     | 10 de marzo de 1997     |               | Eduardo Frei Ruíz-Tagle |
| Juan Carlos Ruiz Godoy           |         | Ind.    | 1 de mayo de 1997       | 11 de marzo de 2000     |               | Eduardo Frei Ruíz-Tagle |
| Mauricio Antonio Quiroz Chamorro |         | PS      | 11 de marzo de 2000     | 2004                    |               | Ricardo Lagos           |
| Christian Urízar Muñoz           |         | PS      | 2004                    | 2006                    |               | Ricardo Lagos           |
| Julio Trigo                      |         | PS      | 11 de marzo de 2006     | 11 de marzo de 2010     |               | Michelle Bachelet       |
| Gonzalo Emilio Miquel Wenke      |         | UDI     | 17 de marzo de 2010     | 20 de junio de 2011     |               | Sebastián Piñera        |
| Andrés Leiva Valencia            |         | UDI     | 21 de junio de 2011     | 15 de agosto de 2013    |               | Sebastián Piñera        |
| Ingrid Massardo Cárcamo          |         | UDI     | 27 de agosto de 2013    | 11 de marzo de 2014     |               | Sebastián Piñera        |
| Mario Luis Fuentes Romero        |         | PDC     | 11 de marzo de 2014     | 10 de noviembre de 2016 |               | Michelle Bachelet       |
| Raúl Lavín Muñoz (s)             |         | Ind.    | 10 de noviembre de 2016 | 18 de noviembre de 2016 |               | Michelle Bachelet       |
| Hernán Quezada Sepúlveda         |         | PDC     | 18 de noviembre de 2016 | 11 de marzo de 2018     |               | Michelle Bachelet       |
| María Paz Santelices Cañas       |         | UDI     | 11 de marzo de 2018     | 14 de julio de 2021     |               | Sebastián Piñera        |

### Delegado Presidencial Provincial (Desde 2021)

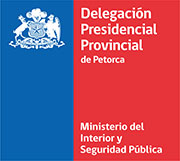
Logotipo de la Delegación Presidencial Provincial de Petorca desde 2021.

Nuevo cargo que reemplaza la figura de Gobernador Provincial.
| Delegado(a)                | Partido | Partido | Inicio              | Final               | Presidente(a) | Presidente(a)    |
| -------------------------- | ------- | ------- | ------------------- | ------------------- | ------------- | ---------------- |
| María Paz Santelices Cañas |         | UDI     | 14 de julio de 2021 | 11 de marzo de 2022 |               | Sebastián Piñera |
| Luis Soto Pérez            |         | Ind.    | 11 de marzo de 2022 | En el cargo         |               | Gabriel Boric    |
| Luis Soto Pérez            |         | Ind.    | 11 de marzo de 2022 | En el cargo         |               | Gabriel Boric    |